# Kraina wiecznych łowów
Kraina wiecznych łowów (ang. happy hunting ground) – ogólna koncepcja życia pozagrobowego Indian północnoamerykańskiej prerii.
Dusza w krainie wiecznych łowów jest kopią bytu doczesnego, pozbawioną jednak wszelkich trudów, cierpień i pragnień. Kraina pośmiertna przedstawiana była jako wielka preria, gdzie dusze nieustannie ucztują i świętują, zaś łowy są zawsze pomyślne i pozbawione wysiłku. Wstępu do zaświatów nie miały dusze ludzi słabych, zmarłych gwałtowną śmiercią, pochowanych bez ceremonii pogrzebowej i tych, którzy złamali prawo plemienia. Takie dusze skazane były na tułaczkę po świecie żywych.
Polska wersja nazwy krainy nawiązuje do nazwy angielskiej (happy hunting ground), a jej obraz ukształtowany jest na podstawie wierzeń ludów Wielkich Równin. U plemion rolniczych mieszkających na wschód od Missisipi zaświaty wyobrażane były jako kraina, w której wiecznie uprawia się kukurydzę. Indianie z należących do Ameryki Północnej obszarów dzisiejszego Meksyku i państw położonych na południe od niego także mieli zupełnie inne wyobrażenie zaświatów.
U niektórych plemion (np. Lakotów) poświadczone są wierzenia w sędziego, który ocenia czy dusza zasłużyła na wejście do krainy wiecznych łowów. Droga do zaświatów prowadziła zazwyczaj przez Drogę Mleczną, często (jak np. u Kwakiutlów) traktowaną jako axis mundi. Według Czarnych Stóp zaświaty położone były w piaszczystych wzgórzach kilka dni drogi od siedzib plemienia, zaś u Nawahów pod ziemią.